# Jari Kylli
Jari Juhani Kylli, född 14 april 1961 i Uleåborg, är en finländsk grafiker. 
Kylli ställde ut första gången 1980 och genomgick Bildkonstakademin 1983–1988. Han tillhör de ytterst få yngre grafiker i Finland som idag helt ägnat sig åt kopparstickstekniken. I hans ofta gåtfulla arbeten påträffar man mytiska figurer, naturbilder, invecklade ornament, geometriska formationer och arkitektoniska planritningar som leder tanken till renässansen. Han tilldelades stipendium av bildkonststiftelsen Ars Fennica 1994.